# Netelia borealis
Netelia borealis är en stekelart som beskrevs av Konishi 1991. Netelia borealis ingår i släktet Netelia och familjen brokparasitsteklar. Inga underarter finns listade i Catalogue of Life.